# Forensic Architecture
Forensic Architecture (англ. «судебная архитектура») — британская некоммерческая исследовательская организация, основанная в 2010 году израильским архитектором и активистом Эялем Вейцманом. Организация базируется в Голдсмитс-колледже Лондонского университета и занимается расследованиями предполагаемых нарушений прав человека с использованием архитектурного анализа и методов цифровой реконструкции.

## История и деятельность
Организация Forensic Architecture была создана в 2010 году на грант Европейского исследовательского совета с целью использования методов архитектурного анализа для расследования военных преступлений и нарушений прав человека. Её основателем стал израильский архитектор Эяль Вейцман, известный участием в руководстве израильской леворадикальной организации «Бецелем». Большинство сотрудников Forensic Architecture — архитекторы по образованию.

### Израиль
Forensic Architecture уделяет особое внимание расследованиям, связанным с действиями Израиля, используя в своих материалах такие термины, как «этнические чистки», «геноцид», «экоцид», «апартеид» и «военные преступления».
В отчёте по операции «Нерушимая скала», подготовленном для Amnesty International, Forensic Architecture заявила об умышленных атаках Израиля на гражданские объекты, обвинив его в несоблюдении международного гуманитарного права.
В экспозиции выставки Forensic Architecture в 2021 году в галерее искусства Уитворт заявлялось, что исследуется «воздействие израильских вооруженных сил на окружающую среду», и что в связи с их действиями «от слезоточивого газа, облаков от взрыва, химического оружия… задыхаются в целых кварталах, а загрязнение воздуха нацеливается на маргинализированные слои населения». Выставка не упоминала контекст конфликта и воюющую с Израилем исламистскую группировку ХАМАС. НКО «Британские юристы за Израиль» сочло выставку подстрекательской по отношению к евреям, но Вейцман отверг обинения в антисемитизме.
Во время войны в Газе (с 2023), после взрыва у больницы «Аль-Ахли», Forensic Architecture пыталась опровергать выводы расследований западных спецслужб и прессы, заключивших, что причиной взрыва стало попадание палестинской ракеты. Организация обвинила Израиль в «дезинформации». В своём отчёте «Картография геноцида», посвящённом той же войне, Forensic Architecture заявила, что действия израильской армии в Газе соответствуют определению геноцида. В исследовании «Без признаков жизни: израильский экоцид в Газе, 2023—2024» организация также обвинила Израиль в систематическом уничтожении сельхозземель и инфраструктуры в Газе, называя это актом экоцида. В докладе 2024 года «Гуманитарное насилие в Газе» Forensic Architecture заявила, что израильские военные злоупотребляют гуманитарными мерами, такими как приказы об эвакуации и создание «безопасных зон».
Организация выступала за отмену немецкого законодательства, запретившего бойкот Израиля (BDS).

### Другие направления
Forensic Architecture также выпустила расследование гибели мигрантов в Средиземном море в 2011 году, когда судно с беженцами было оставлено без помощи, несмотря на близость военных кораблей НАТО. Организация использовала данные с радаров и спутниковые снимки для реконструкции событий, заявив, что эти данные указывают на возможное бездействие со стороны сил безопасности. Это расследование привлекло внимание Европейского парламента и правозащитных организаций.
В 2020-е годы Forensic Architecture также сосредоточилась на расследованиях, связанных с полицейским насилием в США и Европе. Например, Forensic Architecture провела анализ видеозаписей, связанных с убийством Джорджа Флойда в 2020 году, чтобы выявить хронологию событий и оценить действия полиции.

## Финансирование
Forensic Architecture финансируется за счёт грантов. Её спонсоры включают в себя Европейский союз, Sigrid Rausing Trust, Фонды «Открытое общество» и Oak Foundation. По информации, предлоставленной самой организацией, она также получает доход от заказных расследований и выставок.
В 2016–2022 годах Forensic Architecture получила 1 996 830 евро от Евросоюза для «предоставления новых типов архитектурных доказательств в контексте ряда громких расследований по международному гуманитарному праву и правам человека в таких местах, как Сирия, Израиль/Палестина и Амазония/Бразилия». В 2023 году Forensic Architecture получила 150 000 фунтов стерлингов от Sigrid Rausing Trust, а в 2018-2021 годах — $560 000 от Фондов «Открытое общество».
Также существует аффилированная с организацией НКО под названием Forensis, зарегистрированная в Германии как некоммерческая организация. Информация об её финансировании непрозрачна.

## Методы
Forensic Architecture использует междисциплинарный подход для анализа инцидентов, связанных с нарушением прав человека и военными преступлениями. Организация сочетает архитектурный анализ, 3D-моделирование и анализ данных из открытых источников (включая видеоматериалы и спутниковую съемку) из открытых источников для реконструкции событий. Эти методы позволяют визуализировать и исследовать сложные инциденты.
Использование 3D-моделей и цифровых реконструкций помогает Forensic Architecture воссоздавать точные хронологии событий и предоставлять доказательства, которые могут быть использованы в судах и международных организациях. Например, при расследовании инцидентов в Газе и Сирии организация анализировала видео из социальных сетей и сопоставляла их с данными со спутников, чтобы выявить нарушения международного права.
Организация также использует методику «контрфорензики», которая предполагает использование тех же инструментов, что и государственные органы, но с целью выявления злоупотреблений и насилия, замаскированных под легитимные действия. По словам Вейцмана, «контрфорензика» стремится «превратить логику из репрессивного инструмента в оружие в руках угнетённых», создавая «контрнарративы» против официальных версий событий. В ряде случаев организация использует гипотетические «реконструкции», что ставит вопросы о точности её выводов.
Американский искусствовед Эмили Уотлингтон характеризует то, что создаёт Forensic Architecture, как видеоискусство; огранизация часто демонстрируют экспозиции с движущимися изображениями в музеях и галереях искусств.

## Критика
Израильский аналитический центр NGO Monitor указывал на сотрудничество Forensic Architecture со спорными группами (включая НКО Al-Haq, связанное с Народным фронтом освобождения Палестины, НФОП), а также критиковал её расследование для Amnesty International об операции «Литой свинец» как политически ангажированное и неполное.
Американский искусствовед, критик и историк искусства Эмили Уотлингтон, старший редактор журнала Art in America, критиковала Forensic Architecture за применение 3D-моделей в неуместном контексте, неточности в расследованиях, использование вымысла наряду с фактами при создании «реконструкций», эксплуатацию «промывающих мозги» свойств медиаконтента, нарушение собственных принципов и противоречивый взгляд на «постправду», а также за эксплуатацию человеческих травм.
Немецкий искусствовед и исследователь визуального искусства Мира Анелли Насс, научная сотрудница в Бременском университете, подвергла Forensic Architecture критике, обвинив в политической ангажированности, противоречащей принципам научной объективности.
В декабре 2023 года лекция Эяля Вейцмана в Рейнско-Вестфальском техническом университете Ахена была отменена в связи с восприятием деятельности Forensic Architecture со стороны университета как антисемитской.

### Комментарии
1. ↑  ХАМАС признан террористической организацией в ЕС, Австралии, Аргентине, Великобритании, Израиле, Канаде, Новой Зеландии, Парагвае, США и Японии. Его деятельность также запрещена в Иордании.
2. ↑  Народный фронт освобождения Палестины признан террористической организацией в ЕС, Израиле, Канаде, США и Японии.